# 미국의 속도 제한

미국의 주 또는 군의 최고 속도 제한 지도

미국의 주 또는 군의 최고 비분할 도로 속도 제한 지도

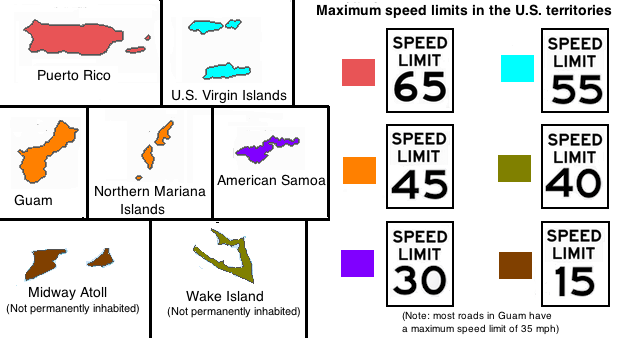
미국의 해외 영토의 최고 속도 제한 지도

미국에서는 속도 제한이 각 주 또는 영토별로 설정된다. 주들은 또한 군과 지방 자치체가 일반적으로 더 낮은 속도 제한을 제정하도록 허용했다. 고속도로의 속도 제한은 도시 지역의 최저 25 mph (40 km/h)부터 시골 지역의 최고 85 mph (137 km/h)까지 다양하다. 속도 제한은 일반적으로 five 마일 매 시 (8 km/h) 단위로 게시된다. 일부 주에서는 트럭에 대해 더 낮은 속도 제한을 두며, 일부는 야간 및 최저 속도 제한도 있다.
최고 속도 제한은 일반적으로 서해안과 내륙의 동부 주에서는 70 mph (113 km/h), 아칸소주, 루이지애나주, 메인주, 미시간주와 함께 내륙 서부 주에서는 75–80 mph (121–129 km/h), 그리고 동부 해안에서는 65–70 mph (105–113 km/h)이다. 알래스카주, 코네티컷주, 델라웨어주, 매사추세츠주, 뉴저지주, 뉴욕주, 푸에르토리코, 로드아일랜드주, 버몬트주는 최고 속도 제한이 65 mph (105 km/h)이고, 하와이주는 최고 속도 제한이 60 mph (97 km/h)이다. 워싱턴 D.C.와 미국령 버진아일랜드는 최고 속도 제한이 55 mph (89 km/h)이다. 괌과 북마리아나 제도는 속도 제한이 45 mph (72 km/h)이다. 아메리칸사모아는 최고 속도 제한이 30 mph (48 km/h)이다. 미국 소수 외곽 제도의 두 영토는 자체적인 속도 제한이 있다: 웨이크섬은 40 mph (64 km/h), 미드웨이 환초는 15 mph (24 km/h)이다. 미시시피강 동쪽의 다른 주와는 이례적으로, 메인주의 주간고속도로 95호선(I-95)의 뱅고어 북쪽 대부분 구간은 최대 75 mph (121 km/h)를 허용하며, 미시간주의 최대 600 mi (966 km)의 고속도로도 마찬가지이다. 아이다호주, 몬태나주, 네바다주, 오클라호마주, 사우스다코타주, 텍사스주, 유타주, 와이오밍주(2025년 8월 1일부터 노스다코타주 포함) 도로망의 일부는 80 mph (129 km/h)로 제한 속도가 게시되어 있다. 미국에서 가장 높은 게시 속도 제한은 85 mph (137 km/h)이며, 장거리 교통을 위해 오스틴 대도시권을 우회하는 유료 도로인 텍사스주 고속도로 130호선에서만 찾아볼 수 있다. 비분할 도로의 최고 속도 제한은 텍사스주에서 75 mph (121 km/h)이다. 비분할 도로의 속도 제한은 주마다 크게 다르다. 텍사스주는 2차선 비분할 도로에서 75 mph (121 km/h)의 속도 제한을 가진 유일한 주이며, 미시시피강 동쪽의 대부분 주들은 55 mph (89 km/h)로 제한된다.
제2차 세계 대전 중, 미국 방위 수송국은 미국의 전쟁 노력을 위한 휘발유와 고무를 절약하기 위해 35 mph "승리 속도 제한"(War Speed라고도 알려짐)을 전국적으로 시행했다. 이는 1942년 5월부터 전쟁이 끝난 1945년 8월까지 지속되었다. 13년 동안 (1974년 1월–1987년 4월), 연방 법률은 속도 제한이 55 mph (89 km/h)를 초과하는 주에 대한 연방 고속도로 신탁 기금을 보류했다. 1987년 4월부터 1995년 12월 8일까지, 개정된 연방 법률은 시골 주간고속도로 및 주간고속도로 표준으로 건설된 시골 도로에서 최대 65 mph (105 km/h)의 속도 제한을 허용했다.

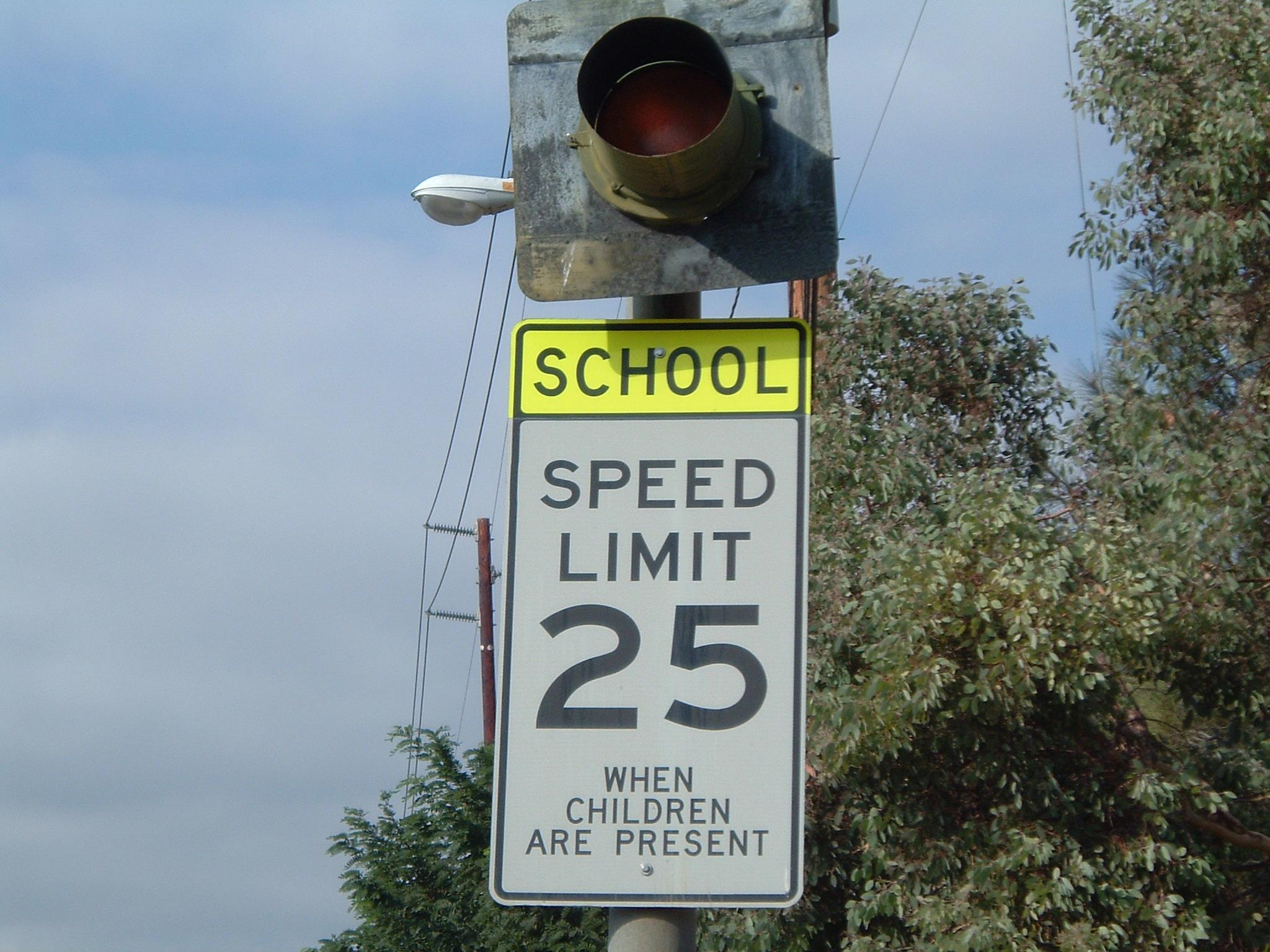
경고등이 있는 학교 구역의 속도 제한 표지판

## 개요

### 속도 제한
이 표는 각 범주별 일반 도로에서 가장 일반적인 주간 게시 속도 제한(마일/시 단위)을 포함한다. 표시된 값은 반드시 가장 빠르거나 가장 느린 속도를 의미하지 않는다. 이는 일반적으로 성문법적 속도 제한을 나타내지만 항상 그런 것은 아니다. 일부 주 및 영토에는 대형 트럭에 적용되는 더 낮은 트럭 속도 제한이 있다. 이러한 제한이 있는 경우, 일반적으로 고속도로나 기타 고속 도로에서만 적용된다. 워싱턴주는 최대 75 mph (121 km/h)의 속도를 허용하지만, 가장 높은 게시 표지판은 70 mph (113 km/h)이다. 미시시피주는 유료 도로에서 최대 80 mph (129 km/h)의 속도를 허용하지만, 그러한 도로는 존재하지 않는다.
| 범례: | 범례: | 범례: |
| --- | --- | --- |
| 고속도로: 주간고속도로 또는 주간고속도로 표준으로 건설된 기타 주립 고속도로 또는 미국 국도. 분할 시골 도로: 주간고속도로 표준으로 건설되지 않았지만, 중앙분리대 또는 기타 분리대가 방향을 분리하는, 일반적으로 4차선 이상인 주립 또는 국도. 비분할 시골 도로: 방향을 분리하는 분리대가 없는, 일반적으로 2~4차선인 카운티 고속도로, 주립 또는 국도. 주거 도로/주거 지역: 주거 도로, 상업 지구 또는 스쿨존. | | |
| - 5 마일 매 시 (8.0 km/h) - 10 마일 매 시 (16 km/h) - 15 마일 매 시 (24 km/h) - 20 마일 매 시 (32 km/h) - 25 마일 매 시 (40 km/h) | - 30 마일 매 시 (48 km/h) - 35 마일 매 시 (56 km/h). - 40 마일 매 시 (64 km/h) - 45 마일 매 시 (72 km/h) - 50 마일 매 시 (80 km/h) - 55 마일 매 시 (89 km/h) | - 60 마일 매 시 (97 km/h) - 65 마일 매 시 (105 km/h) - 70 마일 매 시 (110 km/h) - 75 마일 매 시 (121 km/h) - 80 마일 매 시 (129 km/h) - 85 마일 매 시 (137 km/h) |

| 주 또는 영토         | 고속도로 (시골)                                  | 고속도로 (트럭)                                  | 고속도로 (도시)                                | 최저 속도 (고속도로)                           | 분할 (시골)                                    | 비분할 (시골)                    | 주거                   |
| -------------------- | ------------------------------------------------ | ------------------------------------------------ | ---------------------------------------------- | ---------------------------------------------- | ---------------------------------------------- | -------------------------------- | ---------------------- |
| 앨라배마주           | 70 mph (113 km/h)                                | 70 mph (113 km/h)                                | 50–70 mph (80–113 km/h)                        | 없음                                           | 65 mph (105 km/h)                              | 55–65 mph (89–105 km/h)          | 20–25 mph (32–40 km/h) |
| 알래스카주           | 65 mph (105 km/h)                                | 65 mph (105 km/h)                                | 55–65 mph (89–105 km/h)                        | 없음                                           | 55–65 mph (89–105 km/h)                        | 45–65 mph (72–105 km/h)          | 20–25 mph (32–40 km/h) |
| 아메리칸사모아       | 아메리칸사모아에는 고속도로나 분할 도로가 없음   | 아메리칸사모아에는 고속도로나 분할 도로가 없음   | 아메리칸사모아에는 고속도로나 분할 도로가 없음 | 아메리칸사모아에는 고속도로나 분할 도로가 없음 | 아메리칸사모아에는 고속도로나 분할 도로가 없음 | 25–30 mph (40–48 km/h)           | 15 mph (24 km/h)       |
| 애리조나주           | 65–75 mph (105–121 km/h)                         | 65–75 mph (105–121 km/h)                         | 55–65 mph (89–105 km/h)                        | 없음                                           | 55–65 mph (89–105 km/h)                        | 45–65 mph (72–105 km/h)          | 20–25 mph (32–40 km/h) |
| 아칸소주             | 70–75 mph (113–121 km/h)                         | 70 mph (113 km/h)                                | 60–65 mph (97–105 km/h)                        | 없음                                           | 65 mph (105 km/h)                              | 55–65 mph (89–105 km/h)          | 20–30 mph (32–48 km/h) |
| 캘리포니아주         | 65–70 mph (105–113 km/h)                         | 55 mph (89 km/h)                                 | 50–65 mph (80–105 km/h)                        | 없음                                           | 65 mph (105 km/h)                              | 55–65 mph (89–105 km/h)          | 25–30 mph (40–48 km/h) |
| 콜로라도주           | 65–75 mph (105–121 km/h)                         | 65–75 mph (105–121 km/h)                         | 55–75 mph (89–121 km/h)                        | 없음                                           | 55–65 mph (89–105 km/h)                        | 55–65 mph (89–105 km/h)          | 20–35 mph (32–56 km/h) |
| 코네티컷주           | 65 mph (105 km/h)                                | 65 mph (105 km/h)                                | 45–65 mph (72–105 km/h)                        | 40 mph (64 km/h)                               | 50–55 mph (80–89 km/h)                         | 40–50 mph (64–80 km/h)           | 20–40 mph (32–64 km/h) |
| 델라웨어주           | 65 mph (105 km/h)                                | 65 mph (105 km/h)                                | 50–65 mph (80–105 km/h)                        | 없음                                           | 55 mph (89 km/h)                               | 50 mph (80 km/h)                 | 25–35 mph (40–56 km/h) |
| 워싱턴 D.C.          | 워싱턴 D.C.에는 시골 고속도로가 없음             | 워싱턴 D.C.에는 시골 고속도로가 없음             | 40–55 mph (64–89 km/h)                         | 없음                                           | 워싱턴 D.C.에는 시골 도로가 없음               | 워싱턴 D.C.에는 시골 도로가 없음 | 20–25 mph (32–40 km/h) |
| 플로리다주           | 70 mph (113 km/h)                                | 70 mph (113 km/h)                                | 50–70 mph (80–113 km/h)                        | 40–50 mph (64–80 km/h)                         | 55–65 mph (89–105 km/h)                        | 55–60 mph (89–97 km/h)           | 20–50 mph (32–80 km/h) |
| 조지아주             | 70 mph (113 km/h)                                | 70 mph (113 km/h)                                | 55–70 mph (89–113 km/h)                        | 40 mph (64 km/h)                               | 55–65 mph (89–105 km/h)                        | 45–55 mph (72–89 km/h)           | 25–45 mph (40–72 km/h) |
| 괌                   | 괌에는 고속도로가 없음                           | 괌에는 고속도로가 없음                           | 괌에는 고속도로가 없음                         | 괌에는 고속도로가 없음                         | 35–45 mph (56–72 km/h)                         | 35–45 mph (56–72 km/h)           | 35 mph (56 km/h)       |
| 하와이주             | 55–60 mph (89–97 km/h)                           | 55–60 mph (89–97 km/h)                           | 45–55 mph (72–89 km/h)                         | 35–45 mph (56–72 km/h)                         | 45–55 mph (72–89 km/h)                         | 45–60 mph (72–97 km/h)           | 25 mph (40 km/h)       |
| 아이다호주           | 70–80 mph (113–129 km/h)                         | 70 mph (113 km/h)                                | 60–65 mph (97–105 km/h)                        | 없음                                           | 65–70 mph (105–113 km/h)                       | 55–70 mph (89–113 km/h)          | 25–35 mph (40–56 km/h) |
| 일리노이주           | 70 mph (113 km/h)                                | 70 mph (113 km/h)                                | 45–70 mph (72–113 km/h)                        | 45 mph (72 km/h)                               | 55–65 mph (89–105 km/h)                        | 45–55 mph (72–89 km/h)           | 20–30 mph (32–48 km/h) |
| 인디애나주           | 70 mph (113 km/h)                                | 65 mph (105 km/h)                                | 50–70 mph (80–113 km/h)                        | 없음                                           | 55–60 mph (89–97 km/h)                         | 50–55 mph (80–89 km/h)           | 20–30 mph (32–48 km/h) |
| 아이오와주           | 65–70 mph (105–113 km/h)                         | 65–70 mph (105–113 km/h)                         | 55–65 mph (89–105 km/h)                        | 40 mph (64 km/h)                               | 65 mph (105 km/h)                              | 45–55 mph (72–89 km/h)           | 25 mph (40 km/h)       |
| 캔자스주             | 75 mph (121 km/h)                                | 75 mph (121 km/h)                                | 55–75 mph (89–121 km/h)                        | 40 mph (64 km/h)                               | 65–70 mph (105–113 km/h)                       | 55–65 mph (89–105 km/h)          | 20–30 mph (32–48 km/h) |
| 켄터키주             | 70 mph (113 km/h)                                | 70 mph (113 km/h)                                | 50–70 mph (80–113 km/h)                        | 없음                                           | 65 mph (105 km/h)                              | 55 mph (89 km/h)                 | 25–45 mph (40–72 km/h) |
| 루이지애나주         | 70–75 mph (113–121 km/h)                         | 70–75 mph (113–121 km/h)                         | 50–70 mph (80–113 km/h)                        |                                                | 55–65 mph (89–105 km/h)                        | 45–55 mph (72–89 km/h)           | 20–45 mph (32–72 km/h) |
| 메인주               | 65–75 mph (105–121 km/h)                         | 65–75 mph (105–121 km/h)                         | 50–65 mph (80–105 km/h)                        |                                                | 45–55 mph (72–89 km/h)                         | 45–55 mph (72–89 km/h)           | 25 mph (40 km/h)       |
| 메릴랜드주           | 70 mph (110 km/h)                                | 70 mph (110 km/h)                                | 40-65 mph (64–105 km/h)                        |                                                | 55 mph (89 km/h)                               | 50–55 mph (80–89 km/h)           | 15–35 mph (24–56 km/h) |
| 매사추세츠주         | 65 mph (105 km/h)                                | 65 mph (105 km/h)                                | 45–65 mph (72–105 km/h)                        |                                                | 45–55 mph (72–89 km/h)                         | 45–55 mph (72–89 km/h)           | 20–30 mph (32–48 km/h) |
| 미시간주             | 70–75 mph (113–121 km/h)                         | 65 mph (105 km/h)                                | 55–70 mph (89–113 km/h)                        | 45-55 mph (72–89 km/h)                         | 55–65 mph (89–105 km/h)                        | 55–65 mph (89–105 km/h)          | 25 mph (40 km/h)       |
| 미드웨이 환초        | 미드웨이 제도에는 고속도로나 분할 도로가 없음    | 미드웨이 제도에는 고속도로나 분할 도로가 없음    | 미드웨이 제도에는 고속도로나 분할 도로가 없음  | 미드웨이 제도에는 고속도로나 분할 도로가 없음  | 미드웨이 제도에는 고속도로나 분할 도로가 없음  | 15 mph (24 km/h)                 | 15 mph (24 km/h)       |
| 미네소타주           | 70 mph (113 km/h)                                | 70 mph (113 km/h)                                | 45–65 mph (72–105 km/h)                        | 40 mph (64 km/h)                               | 60–65 mph (97–105 km/h)                        | 55–60 mph (89–97 km/h)           | 30 mph (48 km/h)       |
| 미시시피주           | 70 mph (113 km/h)                                | 70 mph (113 km/h)                                | 60–70 mph (97–113 km/h)                        |                                                | 65 mph (105 km/h)                              | 55 mph (89 km/h)                 | 25 mph (40 km/h)       |
| 미주리주             | 70 mph (113 km/h)                                | 70 mph (113 km/h)                                | 45–70 mph (72–113 km/h)                        |                                                | 60–70 mph (97–113 km/h)                        | 45–65 mph (72–105 km/h)          | 25–40 mph (40–64 km/h) |
| 몬태나주             | 75–80 mph (121–129 km/h)                         | 70 mph (113 km/h)                                | 65 mph (105 km/h)                              |                                                | 65–70 mph (105–113 km/h)                       | 55–70 mph (89–113 km/h)          | 20–25 mph (32–40 km/h) |
| 네브래스카주         | 75 mph (121 km/h)                                | 75 mph (121 km/h)                                | 50–75 mph (80–121 km/h)                        |                                                | 65–70 mph (105–113 km/h)                       | 55–65 mph (89–105 km/h)          | 25 mph (40 km/h)       |
| 네바다주             | 65–80 mph (105–129 km/h)                         | 65–80 mph (105–129 km/h)                         | 65 mph (105 km/h)                              |                                                | 65–75 mph (105–121 km/h)                       | 55–70 mph (89–113 km/h)          | 20–30 mph (32–48 km/h) |
| 뉴햄프셔주           | 65–70 mph (105–113 km/h)                         | 65–70 mph (105–113 km/h)                         | 45–65 mph (72–105 km/h)                        |                                                | 55 mph (89 km/h)                               | 35–55 mph (56–89 km/h)           | 20–30 mph (32–48 km/h) |
| 뉴저지주틀:Cite NJSA | 65 mph (105 km/h)                                | 65 mph (105 km/h)                                | 50–65 mph (80–105 km/h)                        |                                                | 55 mph (89 km/h)                               | 30–55 mph (48–89 km/h)           | 20–35 mph (32–56 km/h) |
| 뉴멕시코주           | 75 mph (121 km/h)                                | 75 mph (121 km/h)                                | 55–75 mph (89–121 km/h)                        |                                                | 55–75 mph (89–121 km/h)                        | 55–70 mph (89–113 km/h)          | 20–55 mph (32–89 km/h) |
| 뉴욕주               | 65 mph (105 km/h)                                | 65 mph (105 km/h)                                | 40–65 mph (64–105 km/h)                        |                                                | 45–55 mph (72–89 km/h)                         | 35–55 mph (56–89 km/h)           | 20–45 mph (32–72 km/h) |
| 노스캐롤라이나주     | 65–70 mph (105–113 km/h)                         | 65–70 mph (105–113 km/h)                         | 50–70 mph (80–113 km/h)                        |                                                | 55–60 mph (89–97 km/h)                         | 55 mph (89 km/h)                 | 20–35 mph (32–56 km/h) |
| 노스다코타주         | 75–80 mph (121–129 km/h) 2025년 8월 1일부로 시행 | 75–80 mph (121–129 km/h) 2025년 8월 1일부로 시행 | 55–75 mph (89–121 km/h)                        |                                                | 70 mph (113 km/h)                              | 55–70 mph (89–113 km/h)          | 20–55 mph (32–89 km/h) |
| 북마리아나 제도      | 북마리아나 제도에는 고속도로가 없음              | 북마리아나 제도에는 고속도로가 없음              | 북마리아나 제도에는 고속도로가 없음            | 북마리아나 제도에는 고속도로가 없음            | 45 mph (72 km/h)                               | 25 mph (40 km/h)                 | 25 mph (40 km/h)       |
| 오하이오주           | 70 mph (113 km/h)                                | 70 mph (113 km/h)                                | 50–70 mph (80–113 km/h)                        | 40 mph (64 km/h)                               | 55–70 mph (89–113 km/h)                        | 45–55 mph (72–89 km/h)           | 20–35 mph (32–56 km/h) |
| 오클라호마주         | 70–80 mph (113–129 km/h)                         | 70–80 mph (113–129 km/h)                         | 55–65 mph (89–105 km/h)                        | 45-60 mph (72–97 km/h)                         | 65–70 mph (105–113 km/h)                       | 55–70 mph (89–113 km/h)          | 25 mph (40 km/h)       |
| 오리건주             | 65–70 mph (105–113 km/h)                         | 60–65 mph (97–105 km/h)                          | 50–60 mph (80–97 km/h)                         |                                                | 55–70 mph (89–113 km/h)                        | 55–70 mph (89–113 km/h)          | 20–25 mph (32–40 km/h) |
| 펜실베이니아주       | 55–70 mph (89–113 km/h)                          | 55–70 mph (89–113 km/h)                          | 40–70 mph (64–113 km/h)                        |                                                | 55 mph (89 km/h)                               | 35–55 mph (56–89 km/h)           | 20–35 mph (32–56 km/h) |
| 푸에르토리코         | 60–65 mph (97–105 km/h)                          | 55 mph (89 km/h)                                 | 50–55 mph (80–89 km/h)                         |                                                | 55 mph (89 km/h)                               | 45–55 mph (72–89 km/h)           | 25–35 mph (40–56 km/h) |
| 로드아일랜드주       | 65 mph (105 km/h)                                | 65 mph (105 km/h)                                | 45–55 mph (72–89 km/h)                         |                                                | 55 mph (89 km/h)                               | 50 mph (80 km/h)                 | 20–25 mph (32–40 km/h) |
| 사우스캐롤라이나주   | 65–70 mph (105–113 km/h)                         | 65–70 mph (105–113 km/h)                         | 50–65 mph (80–105 km/h)                        | 45 mph (72 km/h)                               | 60 mph (97 km/h)                               | 45–55 mph (72–89 km/h)           | 20–30 mph (32–48 km/h) |
| 사우스다코타주       | 75–80 mph (121–129 km/h)                         | 75–80 mph (121–129 km/h)                         | 60–75 mph (97–121 km/h)                        | 40 mph (64 km/h)                               | 65–70 mph (105–113 km/h)                       | 55–65 mph (89–105 km/h)          | 20–45 mph (32–72 km/h) |
| 테네시주             | 65–70 mph (105–113 km/h)                         | 65–70 mph (105–113 km/h)                         | 55–70 mph (89–113 km/h)                        |                                                | 55–65 mph (89–105 km/h)                        | 35–65 mph (56–105 km/h)          | 20–35 mph (32–56 km/h) |
| 텍사스주             | 65–85 mph (105–137 km/h)                         | 65–85 mph (105–137 km/h)                         | 55–75 mph (89–121 km/h)                        |                                                | 65–75 mph (105–121 km/h)                       | 55–75 mph (89–121 km/h)          | 25–30 mph (40–48 km/h) |
| 미국령 버진아일랜드  | 미국령 버진아일랜드에는 고속도로가 없음          | 미국령 버진아일랜드에는 고속도로가 없음          | 미국령 버진아일랜드에는 고속도로가 없음        | 미국령 버진아일랜드에는 고속도로가 없음        | 55 mph (89 km/h)                               | 30–40 mph (48–64 km/h)           | 20–25 mph (32–40 km/h) |
| 유타주               | 75–80 mph (121–129 km/h)                         | 75–80 mph (121–129 km/h)                         | 65–70 mph (105–113 km/h)                       | 45 mph (72 km/h) 미게시                        | 55–65 mph (89–105 km/h)                        | 55–65 mph (89–105 km/h)          | 20–35 mph (32–56 km/h) |
| 버몬트주             | 65 mph (105 km/h)                                | 65 mph (105 km/h)                                | 55 mph (89 km/h)                               |                                                | 55 mph (89 km/h)                               | 50–55 mph (80–89 km/h)           | 20–50 mph (32–80 km/h) |
| 버지니아주           | 65–70 mph (105–113 km/h)                         | 65–70 mph (105–113 km/h)                         | 55–70 mph (89–113 km/h)                        | 없음                                           | 55–60 mph (89–97 km/h)                         | 55 mph (89 km/h)                 | 20–35 mph (32–56 km/h) |
| 웨이크섬             | 웨이크섬에는 고속도로나 분할 도로가 없음         | 웨이크섬에는 고속도로나 분할 도로가 없음         | 웨이크섬에는 고속도로나 분할 도로가 없음       | 웨이크섬에는 고속도로나 분할 도로가 없음       | 웨이크섬에는 고속도로나 분할 도로가 없음       | 40 mph (64 km/h)                 | 40 mph (64 km/h)       |
| 워싱턴주             | 70 mph (113 km/h)                                | 60 mph (97 km/h)                                 | 60 mph (97 km/h)                               |                                                | 60–70 mph (97–113 km/h)                        | 55–65 mph (89–105 km/h)          | 20–50 mph (32–80 km/h) |
| 웨스트버지니아주     | 70 mph (113 km/h)                                | 70 mph (113 km/h)                                | 55–65 mph (89–105 km/h)                        | 없음                                           | 65 mph (105 km/h)                              | 55 mph (89 km/h)                 | 20–55 mph (32–89 km/h) |
| 위스콘신주           | 70 mph (113 km/h)                                | 70 mph (113 km/h)                                | 50–70 mph (80–113 km/h)                        |                                                | 65 mph (105 km/h)                              | 55 mph (89 km/h)                 | 20–35 mph (32–56 km/h) |
| 와이오밍주           | 75–80 mph (121–129 km/h)                         | 75–80 mph (121–129 km/h)                         | 60–75 mph (97–121 km/h)                        |                                                | 70 mph (113 km/h)                              | 55–70 mph (89–113 km/h)          | 30 mph (48 km/h)       |

| 고속도로: 주간고속도로 또는 주간고속도로 표준으로 건설된 기타 주립 고속도로 또는 연방 번호 도로. 분할: 주간고속도로 표준으로 건설되지 않았지만, 중앙분리대 또는 기타 분리대가 방향을 분리하는, 일반적으로 4차선 이상인 주립 또는 연방 번호 도로. 비분할 시골 도로: 방향을 분리하는 분리대가 없는, 일반적으로 2~4차선인 카운티 고속도로, 주립 또는 국도. 주거 도로/주거 지역: 주거 도로, 상업 지구 또는 스쿨존. | | |
| - 5 마일 매 시 (8 km/h) - 10 마일 매 시 (16 km/h) - 15 마일 매 시 (24 km/h) - 20 마일 매 시 (32 km/h) - 25 마일 매 시 (40 km/h) | - 30 마일 매 시 (48 km/h) - 35 마일 매 시 (56 km/h) - 40 마일 매 시 (64 km/h) - 45 마일 매 시 (72 km/h) - 50 마일 매 시 (80 km/h) - 55 마일 매 시 (89 km/h) | - 60 마일 매 시 (97 km/h) - 65 마일 매 시 (105 km/h) - 70 마일 매 시 (113 km/h) - 75 마일 매 시 (121 km/h) - 80 마일 매 시 (129 km/h) - 85 마일 매 시 (137 km/h) |

### 벌칙 예시
| 주               | 일반적인 벌금 및 절대적 또는 일견성 여부* | 무모함 기준 또는 강화된 벌칙 | 티켓 취소 옵션 | 점수 제도 |
| ---------------- | --- | --- | --- | --- |
| 애리조나주       | (정보 없음 또는 필요.) 일견성 (85 mph (137 km/h) 초과 시 절대적) | 스쿨존에서 35 mph (56 km/h) 초과, 또는 게시된 속도 제한을 20 mph (32 km/h) 초과.                                                         | 방어 운전 교육 (형사상 과속 티켓의 경우 법원 승인 필요). | 벌금, 잠재적 면허 정지, 보험료 인상, 잠재적 징역형 (형사상)으로 이어지는 점수 제도.                                                                                              |
| 캘리포니아주     | 15 mph (24 km/h) 초과 시 $35, 25 mph (40 km/h) 초과 시 $70, 25 mph 초과 시 $100. 모든 교통 벌금은 건설 구역에서 두 배가 된다. 일견성 (2차선 도로에서 55 mph (89 km/h) 초과, 분할 고속도로에서 65 mph (105 km/h) 초과 시 절대적) | 100 mph (160 km/h) 초과 시 의무적인 법정 출두 및 30일 면허 정지 가능성                                                                   | 의무적인 법정 출두가 필요한 위반을 제외하고 18개월에 한 번 교통 학교 수강. | 면허 정지로 이어지는 점수 제도. |
| 콜로라도주       | 최소 $15.00에서 최대 $100.00 및 추가 법원 할증료 및 비용. 위반이 유지보수, 수리 또는 건설 구역에서 발생한 경우 벌금액이 두 배가 된다.                                                                                           | 2급 교통 경범죄 위반으로, 유죄 판결 시 $150.00에서 $300.00의 예정된 벌금과 법원 비용 및 할증료, 10일에서 90일의 징역형이 부과될 수 있다. | 위반에 따라 달라진다. | 0점에서 12점 사이의 점수 제도. 12점 과속 티켓에 대한 유죄 판결은 개인의 운전 기록에 관계없이 운전 면허증의 최대 1년 의무 정지를 자동으로 초래한다.                               |
| 노스캐롤라이나주 | $10–$50 및 법원 비용. 작업 구역 및 스쿨존에서의 과속 벌금은 $250 및 법원 비용. 절대적 | 55 mph (89 km/h) 초과 속도에서 제한보다 15 mph (24 km/h) 초과 또는 80 mph (129 km/h) 초과                                                | 법원의 재량에 따라 (PJC) 판단 유보가 가능하지만, 25 mph (40 km/h)를 초과하는 과속 혐의에는 사용할 수 없다. | 점수 제도는 면허 정지로 이어질 수 있다. 55 mph (89 km/h)를 초과하는 속도에서 제한보다 15 mph (24 km/h) 초과 또는 80 mph (129 km/h) 초과 주행은 최소 30일의 면허 정지를 초래한다. |
| 펜실베이니아주   | $35 및 법원 및 기타 비용. 모든 벌금은 활성 작업 구역에서 두 배가 된다. 절대적 | 제한보다 30 mph (48 km/h) 초과 | 없음 | 점수 제도는 의무 운전자 교육 및 잠재적 면허 정지로 이어진다. |
| 텍사스주         | $1–$200 및 법원 수수료. 어린이가 있는 활성 스쿨존 또는 작업자가 있는 건설 구역에서 두 배가 된다. 주에서 부과하는 다양한 추가 "수수료"는 모든 티켓의 벌금을 약 $100 정도 인상한다. 일견성                                        | 없음 | 방어 운전 (연 1회) 또는 이연 처분 (제한은 다양하지만 일반적으로 연 4회 이상), 단 다음 경우에만 유효: - 텍사스 거주자, - 속도가 제한보다 25 mph (40 km/h) 미만이고 95 mph (153 km/h) 미만, 그리고 - 작업자가 있거나 활성 스쿨존인 건설 구역이 아닐 경우. - 상용 운전 면허증(CDL) 소지자가 아닐 경우. | 점수 제도는 연간 할증료만 해당. 할증료가 납부되면 면허 정지 조항 없음. |
| 로드아일랜드주   | (정보 없음 또는 필요.) 일견성 | | 14 mph (23 km/h) 이하의 속도 위반에 대해 3년에 한 번 면제 가능. | |
| 버지니아주       | - 최대 $250 - 스쿨존: 최대 $250 추가 - 작업 구역: 최대 $500 - 특정 도시에서 $200 민사 벌금 절대적 | 제한보다 20 mph (32 km/h) 초과 또는 85 mph (137 km/h) 초과                                                                               | | 점수 제도는 벌금, 정지, 의무 운전자 교육으로 이어진다. |

|  | 이 그래프는 더 이상 지원되지 않는 레거시 그래프 확장 기능을 사용하고 있습니다. 새로운 차트 확장 기능으로 변환해야 합니다. |

|  | 이 그래프는 더 이상 지원되지 않는 레거시 그래프 확장 기능을 사용하고 있습니다. 새로운 차트 확장 기능으로 변환해야 합니다. |

## 역사
미국(당시에는 여전히 영국 식민지)에서 최초의 속도 제한 중 하나는 1701년 보스턴에서 시의원(시의회와 유사) 위원회가 설정한 것이다.
이후 어떤 사람도 이 도시의 어떤 거리, 골목 또는 통로에서도 전력 질주하거나 극단적인 속도로 운전해서는 안 되며, 위반 시 3 실링을 몰수하고, 기소를 위해 위반자의 이름이 알려질 때까지 이 도시 주민 누구나 그러한 말이나 운전자를 멈추게 할 수 있다.

### 연방 속도 제한

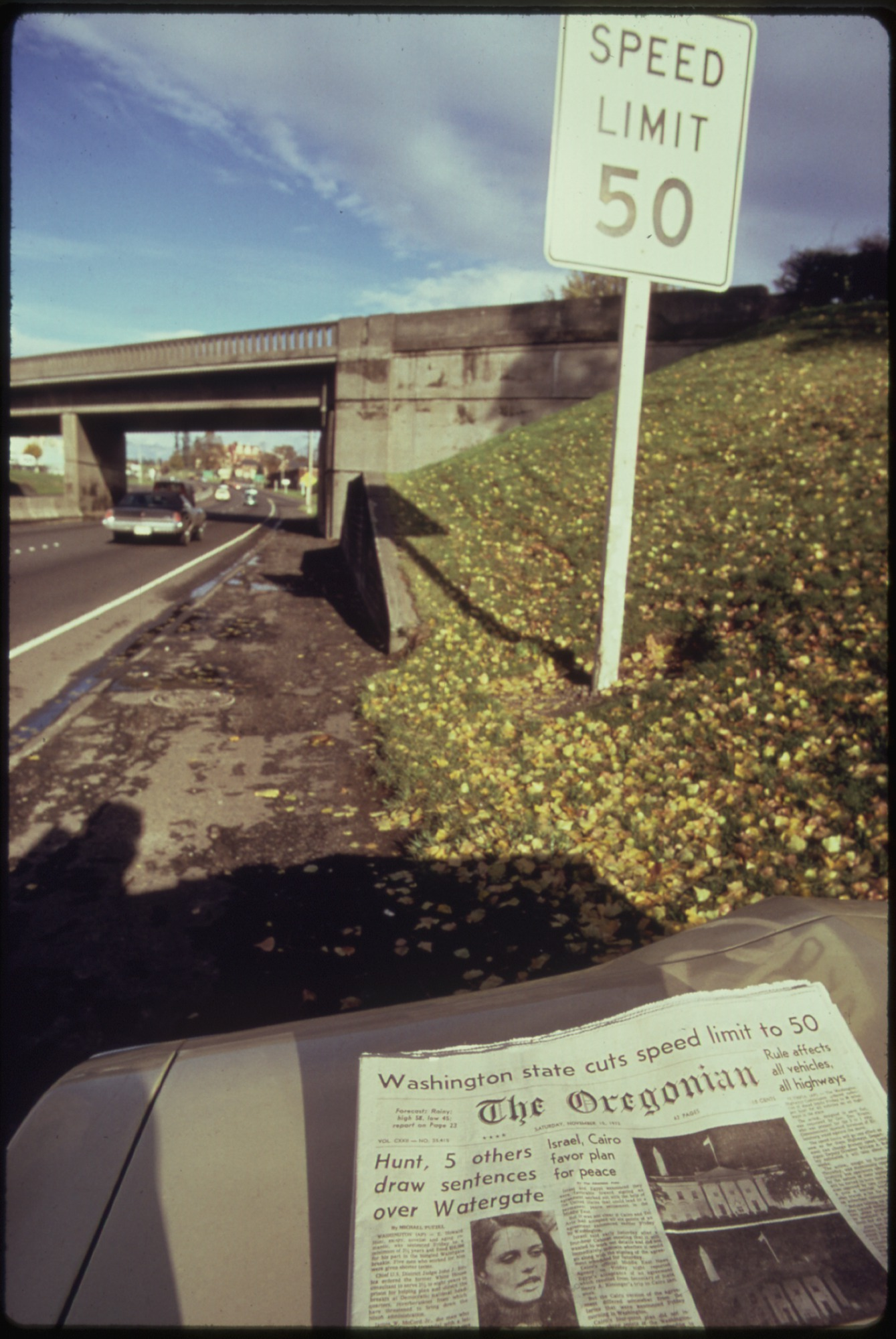
1973년, 의회는 전국적인 속도 제한을 로 제정했다. 워싱턴주와 같은 일부 주는 더 낮은 속도 제한을 제정했다.

1973년 석유 파동에 대응하여, 의회는 전국적으로 55 마일 매 시 (89 km/h) 속도 제한을 설정하는 전국 최고 속도 제한법을 제정했다. 주들은 고속도로 수리를 위한 연방 기금을 받으려면 이 제한에 동의해야 했다. 연방 정부는 속도 제한이 55 마일 매 시 (89 km/h)를 초과하는 프로젝트에 대한 연방 기금 지원을 보류함으로써 전국 최고 속도 제한을 강제했다. 연방 고속도로 기금은 일반적으로 미국 법전 23조 106항에 따라 할당되지만, 전국 최고 속도 제한법(H.R.11372 - 국가 고속도로의 에너지 보존에 관한 법률이라고도 알려짐)은 할당 절차를 수정했다. 일부 내용은 다음과 같다:
 ...교통부 장관은 관할권 내 공공 고속도로의 최고 속도 제한이 55마일/시를 초과하는 주에서 미국 법전 23조 106항에 따른 어떤 프로젝트도 승인해서는 안 된다...

1984년, 국립연구위원회의 종합 연구에 따르면, 낮은 속도 제한이 1974년에 3,000에서 5,000명의 생명을 구하고 그 이후 매년 2,000에서 4,000명의 생명을 구하는 데 기여했다고 한다. 이는 미국 고속도로의 속도가 더 느려지고 균일해졌기 때문이다.

### 1995년 폐지
이 법은 1987년과 1988년에 특정 도로에서 전국 최고 속도 제한이 65 mph (105 km/h)로 상향 조정된 후에도 운전자들 사이에서 널리 무시되었다. 1995년, 이 법은 1995년 전국 고속도로 시스템 지정법(National Highway System Designation Act of 1995)에 의해 폐지되어, 각 주가 속도 제한을 선택할 수 있는 권한이 되돌아왔다.
이 폐지 이후, 몬태나주의 고속도로에서는 1995년부터 1999년까지 주 최고 법원에서 "합리적이고 신중한" 속도를 요구하는 법률을 "위헌적으로 모호하다"고 기각할 때까지 주간 운전에 사실상 속도 제한이 없었다(야간 제한은 65 마일 매 시 (105 km/h)로 설정됨). 주 의회는 1999년 5월에 75 마일 매 시 (121 km/h)의 주간 제한을 제정했다. 전반적으로 몬태나주의 새로운 속도 제한 법률은 주 주민들에게 만족스러운 것으로 밝혀졌다.
2017년 5월 15일 기준으로 41개 주가 70 mph (113 km/h) 이상의 최고 속도 제한을 가지고 있다. 이 중 18개 주는 75 마일 매 시 (121 km/h) 이상의 속도 제한을 가지고 있으며, 7개 주에서는 80 mph (129 km/h) 속도 제한을 가지고 있고, 텍사스주는 유료 도로 중 한 곳에서 85 마일 매 시 (137 km/h)의 속도 제한까지 가지고 있다. 65 마일 매 시 (105 km/h) 속도 제한을 가진 주는 8개이다. 하와이주는 최고 속도 제한이 가장 낮으며, 고속도로와 새들 로드에서 최대 60 마일 매 시 (97 km/h)로 표지판이 설치되어 있다.
1995년 폐지가 사망률에 미치는 영향에 대한 증거는 엇갈린다. 한편으로, 자동차 사망 통계 기록은 미국 전체 교통 사망자가 그 해 41,817명에서 2011년 32,479명으로 60년 만에 최저 수준으로 감소한 후 2017년에는 37,133명으로 증가했음을 나타낸다.
다른 한편으로, 미국고속도로안전보험협회 (IIHS)는 2019년 4월에 일반적인 시간 추세, 실업률, 젊은 운전자 비율, 안전 벨트 사용률을 통제한 연구를 발표했다. 이 연구는 속도 제한 증가가 차량 속도를 증가시킬 뿐만 아니라 추가 사망자를 발생시킬 수 있다고 결론지었다: "최고 주 속도 제한이 5mph 증가하면 주간고속도로/고속도로에서 사망률이 8.5% 증가하고 다른 도로에서는 2.8% 증가하는 것과 관련이 있다."

## 트럭 속도 제한
일부 관할 구역에서는 대형 트럭 및 버스와 같은 대형 상업용 차량에만 적용되는 더 낮은 속도 제한을 설정한다. 이 제한은 "트럭 속도 제한"이라고 불리지만, 일반적으로 경트럭에는 적용되지 않는다.
1987년 연구에 따르면 트럭이 승용차보다 훨씬 느리게 운전할 때 사고 연루가 크게 증가하며, 이는 승용차와 느린 트럭 간의 속도 차이가 그렇지 않으면 발생하지 않을 수 있는 사고를 유발할 수 있음을 시사한다. 사용 가능한 연구 검토에서 교통 연구 위원회는 "승용차와 대형 트럭에 대한 차등 속도 제한 사용을 지지하거나 거부할 만한 결정적인 증거를 찾을 수 없었다"며 "차등 속도 제한을 지지하거나 반대하는 경험적 근거는 강력하게 제시될 수 없다"고 말했다.:11:109 또 다른 연구에서는 트럭/승용차 충돌의 3분의 2(67%)가 승용차의 과실이라고 밝혔다.

## 최저 속도 제한 및 야간 속도 제한
법적으로 정의된 최고 속도 외에도 최저 속도 제한이 적용될 수 있다. 때때로 특정 유형의 도로, 일반적으로 고속도로에 대한 기본 최저 속도 제한이 있다. 숫자 야간 속도 제한도 때때로 사용된다.
2024년 뉴욕시에서는 새미의 법이 발효되어 최저 속도 제한이 시속 25마일에서 시속 20마일로 줄었다.

## 정치적 고려 사항

### 재정적 우려
교통 위반은 관할 구역과 보험 회사에게 수익성 있는 수입원이 될 수 있다. 예를 들어:
- 웨스트레이크 (텍사스주) 마을은 9년 동안 속도 단속으로 시민 1인당 42,000달러를 벌었다.[99][100]
- 보험 회사는 교통 위반 딱지 할증료로 매년 수십억 달러를 받을 수 있다.[101]
- 세인트루이스 연방 준비 은행의 연구에 따르면 정부 수입이 감소하면 교통 위반 딱지 발급이 증가하는 것으로 나타났다.[102]
- 2008년 텍사스주 댈러스 카운티의 교통 단속 논쟁은 티켓 발급이 줄어들 경우 손실될 이익에 대한 우려를 포함했다.[103][104][105]
- 매사추세츠주에서는 티켓 금액의 절반은 과속 티켓을 발급한 경찰서로 가고, 나머지 절반은 과속 운전자를 유죄 판결하거나 벌금을 징수하는 법원에 자금을 지원하는 데 사용된다.

따라서 주 정부와 같이 속도 제한을 설정하고 집행하는 기관은 보험 회사를 규제하고 과세하며, 이들 역시 과속 단속을 통해 수익을 얻는다. 또한, 그러한 기관은 종종 "모든" 운전자가 동일한 회사와 보험 계약을 맺도록 요구하여, 주와 자동차 보험사 간의 연관성을 강화한다. 운전자가 높은 위험 때문에 보험 계약에 가입할 수 없는 경우, 주가 더 많은 금액을 받고 해당 높은 위험을 떠안는다. 이로 인해 주에 더 많은 수익이 발생한다.
속도 제한이 수익 창출을 위해 사용된다고 판단될 때, 이는 속도 단속 구간이라고 불린다. 뉴 롬 (오하이오주) 마을은 그러한 속도 단속 구간의 예시였으며, 60명의 주민이 사는 12에이커 마을의 경찰서에 자금을 지원하기 위해 연간 최대 40만 달러의 과속 티켓 수익을 올렸다.

### 환경 문제
속도 제한을 낮추는 것은 때때로 대기 질 문제로 인해 시행되기도 한다. 가장 대표적인 예로는 텍사스주의 환경 속도 제한이 있다.

### 과속의 정의
다음 중 하나라도 해당되면 미국 정부 규정에 따라 사고는 속도 관련 사고로 분류된다.
1. 속도 제한 초과.
2. 조건에 비해 너무 빠르게 운전.

속도 제한을 초과하는 속도는 대부분의 속도 관련 교통 위반 딱지의 원인이 된다. 일반적으로 "조건에 비해 너무 빠르게 운전" 위반 딱지는 티켓 발급자가 부적절한 속도에 대한 실질적인 증거(예: 충돌)를 발견한 사건 후에만 발급된다. 조건에 비해 너무 빠르게 운전은 운전자가 게시된 속도 제한을 초과했지만, 해당 속도가 법률에 명시된 주의 "기본" 속도 제한 미만일 때 때때로 인용된다. 이로 인해 운전자는 게시된 속도 제한을 알지 못했을 수도 있음에도 불구하고 자신의 주행 속도가 주의 법적 속도 제한 내에 있었다고 주장하여 티켓을 피하기가 어렵다.
"속도 제한 초과"라는 과속 정의에 대한 비판은 두 가지이다:
1. 속도 제한이 정치적 과정이 아닌 경험적 과정을 통해 설정될 때와 같이 임의적인 경우, 속도 제한과 최대 안전 속도 간의 관계는 약화되거나 의도적으로 제거된다. 따라서 충돌이 안전한 속도에서 발생하더라도, 단순히 속도가 정치적으로 결정된 제한을 초과했다는 이유만으로 속도 관련으로 간주될 수 있다.
2. 유효 제한 속도가 제한된 시야 또는 감소된 도로 마찰[109] 또는 심지어 출구 램프에서의 저속 트럭 전복[110]과 같은 특정 조건에 대해서는 여전히 너무 빠를 수 있다.

가변 속도 제한은 속도 관련 충돌을 줄일 잠재력을 제공한다. 그러나 높은 구현 비용으로 인해 주로 고속도로에 존재한다. 게다가 대부분의 속도 관련 충돌은 고속도로보다 훨씬 낮은 속도 제한과 일반적인 속도를 가진 지역 및 집산도로에서 발생한다.

#### 일견성
대부분의 주에는 절대적인 속도 제한이 있는데, 이는 제한을 초과하는 속도가 불법행위 자체임을 의미한다. 그러나 일부 주에는 일견적 속도 제한이 있으며, 이는 특정 과속 혐의의 경우 운전자나 주가 다른 제한이 합리적이고 신중하다는 것을 입증하지 못하는 경우에만 적용된다.
텍사스주를 포함한 여러 주의 속도 제한, 유타주, 매사추세츠주, 뉴햄프셔주, 코네티컷주, 오하이오주, 오리건주, 로드아일랜드주는 일견적이다. 일부 다른 주에는 혼합 시스템이 있다: 속도 제한은 특정 속도까지 또는 특정 도로에서만 일견적이며, 그 속도 이상에서는 절대적이다. 예를 들어, 캘리포니아주의 속도 제한은 55 mph까지 또는 고속도로에서는 65 mph까지는 일견적이며, 그 속도 이상은 절대적이다.
성공적인 일견적 변론은 드물다. 입증 책임이 피고에게 있을 뿐만 아니라, 성공적인 변론에는 전문 증인과 같이 티켓 비용을 훨씬 초과하는 비용이 발생할 수 있다. 또한, 일견적 변론은 법원에서 제시되어야 하므로, 다른 지역 운전자에게는 그러한 변론이 어렵다.

## 미터법 속도 제한

미국 내 미터법 속도 제한 값은 원 안에 있었다

미터법 속도 제한은 더 이상 연방 고속도로 관리국의 통일 교통 통제 장치 매뉴얼(MUTCD)에 포함되지 않으며, 이 매뉴얼은 속도 제한 표지판에 대한 지침을 제공하므로, 미국에서는 새로운 설치가 합법적이지 않다. 2009년 이전에는 속도 제한이 킬로미터/시(km/h) 및 마일/시(mph)로 정의될 수 있었다. 2003년 MUTCD 버전에는 "표시된 속도 제한은 10 km/h 또는 5 mph의 배수여야 한다"고 명시되어 있었다. 속도 제한 표지판이 km/h를 나타내는 경우, 숫자는 원으로 둘러싸여 있었고 "km/h"는 아래에 쓰여 있었다. 2003년 이전에는 미터법 속도 제한이 표준 속도 제한 표지판을 사용하여 지정되었으며, 일반적으로 그 위에 노란색 보조 "METRIC" 표지판이, 아래에 "km/h" 표지판이 있었다.
1995년 전국 고속도로 시스템 지정법은 새로운 미터법 표지판에 연방 기금 사용을 금지했다.

## 같이 보기
- 운전면허 상호협정
- "I Can't Drive 55"
- 비거주자 위반자 협약
- 솔로몬 곡선
- 교통 위반 상호주의
- 미국의 교통 안전
- 미국의 교통 법규

## 내용주
1. ↑  속도 제한은 일반적으로 시골 고속도로에서 75 mph (121 km/h)이다. I-10과 I-20의 시골 구간은 주 서쪽 끝에서는 80 mph (129 km/h)로, 주 동쪽 끝에서는 65–70 mph (105–113 km/h)로 게시되어 있다. SH-130의 오스틴 남쪽 구간만이 85 mph (137 km/h)로 게시되어 있다.
2. ↑  주 내 최고 게시 속도 제한은 70 mph (113 km/h)이지만, 주 법률은 시골 고속도로에서 최대 75 mph (121 km/h) (미래에 속도 제한을 올릴 가능성을 위해)의 게시 속도를 허용한다.